# Anika Zülow
Anika Zülow (* 19. Oktober 1988 in Potsdam) ist eine deutsche Volleyballspielerin.

## Karriere
Zülow spielte seit 1996 beim SC Potsdam. In der Saison 2004/05 belegte sie den zweiten Platz in der Regionalliga Nordost und stieg damit in die Zweite Bundesliga auf. Sowohl 2007 als auch 2009 wurde sie mit dem SC Potsdam Meister der Zweiten Bundesliga Nord und stieg 2009 in die Erste Bundesliga auf. Aus gesundheitlichen Gründen musste sie im Laufe der Saison 2010/11 für anderthalb Jahre pausieren und spielte 2012/13 wieder in der Bundesligamannschaft des SC Potsdam. Ab Januar 2014 spielte Zülow beim USV Potsdam, mit dem ihr der Aufstieg in die Regionalliga Nordost gelang. Von 2015 bis 2023 spielte sie beim VSV Havel Oranienburg in der Dritten Liga Nord und gewann hier 2017 und 2023 die Meisterschaft. Seit 2023 spielt sie beim SC Potsdam II in der 2. Bundesliga Nord.

## Ehrungen
- 2021: Sportlerin des Jahres von Oberhavel[2]
- Platz 1 Most Valuable Player (MVP Ranking) der Dritten Liga Nord Frauen des  DVV[3]